# Txormaghan
Txormaghan, Chormaqan o Chormagan (?-1241) fou un important general mongol, que va servir principalment sota el gran kan Ogodei. Era un noble o noyan (noble cap). Apareix esmentat repetidament a la "Història secreta", llibre escrit el 1240.
Probablement va participar en les campanyes a la Xina i després a la campanya del Caucas i Rússia de Djebé i Subotai.
El 1230 Ogodei va enviar a Pèrsia un exèrcit de 30000 homes per fer front a la inesperada restauració del xa de Coràsmia, i va posar al seu front al general Txormaghan (també Txormaqan). A l'hivern del 1230 al 1231 va arribar a l'Iran pel Khurasan i Rayy, i es va dirigir de dret a l'Azerbaidjan abans que Djalal al-Din Manguberti, que generalment vivia a Tabriz, pogués reunir les seves forces. Djalal es va esverar i va fugir cap a la plana del Moghan o Mukan, i cap a l'Arran, prop de la desembocadura dels rius Araxes i Kura, i d'allí va passar al Diyarbekir, perseguit pels mongols, i a les muntanyes d'aquest regió fou obscurament assassinat per un camperol kurd (15 d'agost de 1231).
Txormaghan va restar deu anys al front de l'exèrcit mongol acampat al nord-oest de Pèrsia, generalment a la plana del Moghan i de l'Arran, on les pastures d'aquesta estepa anaven bé per la seva cavalleria.
L'exèrcit de Txormaghan es va dedicar al pillatge, primer a Armènia on van massacrar a la població de Bidlis i d'Ardjish. A l'Azerbaidjan van ocupar Maragha on igualment van massacrar a la població; la gent de Tabriz es van sotmetre i van pagar tot els que se'ls va demanar, i per acontentar al general es van comprometre a fabricar uns teixits preciosos pel gran kan (1233).
Al sud, al Diyarbakir, el país fou assolat; també fou saquejada Arbela i la seva regió. Diverses visions de les carnisseries i de la inexistent resistència són narrades per Ibn al-Athir, amb les burles que els mongols feien dels que mataven i amb una passivitat sorprenent, causada pel terror que dominava a la gent, i que recorda a la dels jueus davant els nazis. Després els mongols van pujar cap al Caucas, van destruir Gandja i van entrar a Geòrgia, on la reina Russudan va haver de fugir de Tbilisi cap a Kutaisi (probablement el 1236). La regió de Tbilisi va quedar sota protectorat mongol, i els feudals georgians van haver de servir als exèrcits mongols com auxiliars.
El 1239 Txormaghan va entrar a la Gran Armènia on va saquejar les ciutats de Kars i Aní. Tot i les destruccions a Geòrgia i Armènia el general mongol no fou hostil a la religió cristiana (alguns dels seus parents eren nestorians)) i a més va tenir com a conseller (designat per Ogodei) al cristià siríac Simeó conegut per Rabban-ata, en xinès Lie-pien-a-ta que va protegir especialment a les comunitats armènies.
Va morir el 1241 i el 1242 el va succeir en el govern de Pèrsia el general i noble (noyan) mongol Baidju que va governar Pèrsia del 1242 al 1256).